# Ashkan Pouya
Ashkan Pouya, född 2 juni 1976 i Iran, är en svensk entreprenör, företagsledare och investerare. Han är medgrundare av flera affärsgrupper, inklusive Serendipity Group och Systematic Growth.

## Biografi
Ashkan Pouya var tio år gammal när han lämnade Iran och flyttade till Hallstahammar i Sverige. Ashkan Pouya har en examen i ekonomi vid Uppsala universitet. Därtill har han studerat innovation och management vid Queens University i Kanada, samt vid WHU-Otto Besheim School of Management i Tyskland. År 2008 blev Ashkan Pouya känd för sin publicering av "Phantom Innovation - en startplatta för innovationsprocesser".
Under sina år som aktiv idrottare var Ashkan Pouya en framgångsrik kampsportsutövare. 2000 blev han världsmästare i combat jujitsu.
2016 publicerade Pouyas fru, Emma Ahlén Pouya, boken Miljardmakarna - Flyktingarna som byggde ett affärsimperium som beskriver Ashkan Pouyas och Saeid Esmaeilzadeh resa från miljonprogrammens förorter till att vara framgångsrika och nyskapande entreprenörer.

## Artikelpublikation
År 2008 publicerade Ashkan Pouya tillsammans med sin kollega Saeid Esmaeilzadeh publikationen “Phantom innovation - a launching pad for innovation processes” som utforskar den icke linjära processen av innovation. Duon tilldelades förstapris i "Best student paper" för publikationen vid ISPIM-konferensens (The International Society for Professional Innovation Management) innovationssymposium i Singapore. I samband med publiceringen myntade de begreppet "Fantominnovation" med vilket de menar att en initial idé eller teknisk lösning i sin ursprungliga form ofta skiljer sig från vad som eventuellt kommer att vara den innovation vilken generar verkligt ekonomiskt värde för samhället och företaget. Deras slutsats antyder att den ursprungliga innovationen ofta ändras på vägen mot kommersialisering ("den kreativa dansen") och introduceras på andra marknader eller fyller andra behov än vad som ursprungen var tänkt. Därför valde Ashkan Pouya att namnge den ursprungliga idén eller lösningen för "Fantominnovationer", eftersom de var påtänkta som innovationer men i efterhand visade sig bidra med andra värden till processen.

## Systematic Growth
Ashkan Pouya är styrelseordförande och en av fyra medgrundare i Systematic Growth. Övriga medgrundare är Mia Mattsson, Fredrik Svedberg och Erik Lidman. Vid en jämförelse med Prequins listade private equity-fonder hamnade bolagsgrupperna bland bland de högst presterande i världen sedan 1977.

### Tidigare grupper skapade av Systematic Growth
- Voff: Leverantör av husdjursfoder. Systematic Growth sålde Voff år 2022.[8]

## Tidigare bolag
Tillsammans med entreprenören och professorn Saeid Esmaeilzadeh, grundade och drev Ashkan Pouya Serendipity Group 2004 - 2018. Serendipity Group grundade ett antal företag inom clean-tech, life science, materialteknik, IT och medicinteknik. Exempelvis Episurf Medical, Diamorph AB och OrganoClick, som är ett cleantech-företag som utvecklar miljövänliga kemikalier för behandling av trä och textiler. OrganoClick har bland andra utmärkelser tilldelats "Environmental Innovation of the year" 2008 och antogs 2010 till "WWF Climate Solver Programme ".

## Priser
År 2010 tilldelades Ashkan Pouya, tillsammans med sin dåvarande kollega Saeid Esmaeilzadeh priset Årets Nybyggare för sitt arbete med Serendipity Group.
År 2018 mottog Ashkan Pouya som en av grundarna av Serendipity Group, Kungliga Patriotiska Sällskapets Näringslivsmedalj.